# Rhododendron collettianum
Rhododendron collettianum är en ljungväxtart som beskrevs av James Edward Tierney Aitchison och Hemsl. Rhododendron collettianum ingår i släktet rododendron, och familjen ljungväxter. Inga underarter finns listade i Catalogue of Life.